# Jordans håndboldlandshold (herrer)
Jordans håndboldlandshold for mænd er det mandlige landshold i håndbold for Jordan. Det repræsenterer landet i internationale håndboldturneringer.

## Resultater

### Asienmesterskabet i håndbold
| År   | Jordans placering | Værtsland     |
| 1983 | 7.- plads         | Sydkorea      |
| 1987 | 9.- plads         | Jordan        |
| 1993 | 8.- plads         | Bahrain       |
| 2004 | 8.- plads         | Qatar         |
| 2006 | 7.- plads         | Thailand      |
| 2010 | 12.- plads        | Libanon       |
| 2012 | 9.- plads         | Saudi-Arabien |
| ---- | ----------------- | ------------- |